# Балти (династија)
Балти династија је краљевска династија Визигота, германског народа који се супротставио Римском царству  које је било у опадању. Балти су добили име по готској речи балпа или балта (balþa или baltha) што значи „ћелав“. Такође су се звали Балтунзи или Балтинзи. Чланови ове династије називају се Балтима.

## Историја
Балти су били германска група која се борила за превласт са осталим готским народима. Били су директни противници Амалија. Међутим, краљевску династију је основао Аларик I који је освојио и опљачкао Рим у августу 410. године. Династија ће владати великим делом територије римске Галије, а касније и Хисопанијом где ће основати Визиготско краљевство које је трајало до 711. године када је уништено маварском инвазијом са севера Африке.
Директна линије је нестала 420. са Валијином смрћу, међутим њега је наследио Алариков незаконити син, тако да се династичка линија наставила преко незаконите деце. 
Од Балта су потекле неке племените европске породице, као на пример Дон Пелајо из Астурије, или династија Капета из Француске.
Овој династији припадали су следећи визиготски краљеви:
- Аларих I (395–410)
- Атаулф (410–415)
- Сигерих (415)
- Валија (415–419)
- Теодорик I (419–451)
- Турисмунд (451–453)
- Теодорик II (453–466)
- Еурих (466–484)
- Аларих II (484–507)
- Гесалих (507–511)
- Амаларих (511–531)